# Amphorateuthis alveatus
Amphorateuthis alveatus is de enige dwerginktvis uit het geslacht Amphorateuthis
Kenmerkend voor deze soort zijn de vergrote zuigers die mannetjes hebben op de armparen II en IV.
De soort is bekend van 4 gevonden specimen het holotype en paratype nr. 1 werd gevonden ten westen van Tanzania op 6° 51′ 0″ ZB, 39° 54′ 0″ OL. Paratype nr. 3 was gevangen op 12 meter diepte op ongeveer dezelfde locatie met een 12 m groot bodemnet dat viste op 100 m diepte. Paratype nr. 2 was gevonden op 6° 48′ 0″ ZB, 39° 51′ 0″ OL.